# Erupción de Hatepe
La Erupción de Hatepe, llamada así por la capa de  piroclasto o de tefra de pumita o piedra pómez debida a la erupción pliniana de Hatepe, a veces denominada erupción de Taupo y fechada en torno al año 180 o 233 de la era cristiana, fue la última gran erupción del volcán Taupo. Se considera la mayor erupción de Nueva Zelanda de los últimos 20 000 años. Expulsó unos 120 km³ de material, de los cuales 30 km³ lo fueron en pocos minutos. Esto la convierte en una de las mayores erupciones de los últimos 5000 años, comparable a la erupción minoica del segundo milenio a. C., la erupción del monte Paektu (946), la erupción del volcán Salamas (1257) en 1257 y la erupción del Tambora de 1815.

## Etapas de la erupción
La erupción pasó por varias etapas, identificándose seis horizontes marcadores distintos. A pesar de la composición uniforme del magma erupcionado, se mostró una amplia variedad de estilos eruptivos, incluyendo freatomagtismo débil, erupciones plinianas y un enorme flujo piroclástico. Unos años o décadas después se extruyeron domos de lava riolítica que formaron los arrecifes de Horomatangi y el banco Waitahanui.
El principal flujo piroclástico devastó la zona circundante, ascendiendo más de 1500 m hasta sobrepasar los cercanos montes Kaimanawa y el monte Tongariro, y cubriendo de ignimbrita el terreno en un radio de 80 km. Dado que Nueva Zelanda no fue colonizada por los maoríes hasta más de 1000 años después, la zona no tenía habitantes humanos conocidos cuando se produjo la erupción. Se han encontrado depósitos de tsunamita de la misma edad en la costa central de Nueva Zelanda, lo que demuestra que la erupción provocó tsunamis locales, pero es posible que se generaran olas mucho más amplias —como las observadas tras la erupción del Krakatoa de 1883.
La erupción de Hatepe amplió todavía más el lago que se había formado tras la erupción de Oruanui, mucho más grande, hace unos 26 500 años. La salida anterior quedó bloqueada, lo que elevó el lago 35 metros por encima de su nivel actual hasta que estalló en una enorme inundación, que fluyó durante más de una semana a una velocidad aproximadamente 200 veces superior a la del río Waikato.

## Datación del evento
Durante muchos años se creyó, tras las investigaciones de Colin J. N. Wilson y otros, que la erupción podía datarse exactamente en el año 186 de la era cristiana, lo que significaba que coincidía con los fenómenos meteorológicos descritos por Fan Ye en la China Han y por Herodiano de Antioquía en el Imperio romano.
Las fechas estimadas sugeridas anteriormente para la erupción de Taupo han oscilado entre el 131 y el 233 de la era cristiana. La primera fecha se basó en el 14
C de la vegetación carbonizada encerrada en los productos de la erupción. Sin embargo, las 22 muestras seleccionadas que se utilizaron para obtener una fecha media de 1.819 ± 17 años AP (131 EC) tenían desviaciones estándar mucho mayores que la propia fecha media. La mayoría de los geólogos, si no todos, aceptan ahora que la caída de tefra o piedra pómez de la erupción fue mucho mayor de lo que se pensaba, aproximadamente 150 km³ en lugar de 14 km³. La fecha más tardía de 233 EC ± 13 años (95% de seguridad) fue el resultado de la datación por radiocarbono realizada por R. Sparks (1995).  La presencia de carbono magmático contaminante sin 14C en las aguas subterráneas previas a la erupción ha sido propuesta como un sesgo hacia fechas más antiguas, lo que ha llevado a sugerir fechas para la erupción de Hatepe décadas o incluso siglos más jóvenes de lo que se pensaba.
Los seres humanos no se habían asentado en Nueva Zelanda en el momento de la erupción, y no lo harían durante más de 1000 años. Las poblaciones humanas más cercanas en ese momento se encontraban en Tonga, a más de 1700 km al noreste.